# Igreja de Nossa Senhora da Santíssima Trindade (Belém)
A Igreja de Nossa Senhora da Santíssima Trindade (também conhecida como Igreja da Trindade) é um templo religioso católico que foi erguido em 1814, por José Abraches, no Antigo Largo da Trindade (hoje Praça Barão do Rio Branco), em Belém, capital do estado do Pará. É uma das igrejas mais antigas da cidade.

## História
A ideia da construção de um templo religioso em honra da Santíssima Trindade, ocorreu a José Abranches no início do século XIX. Para materializar seu desejo, em 1802, solicitou a permissão necessária para o D. Manuel da Silva Carvalho, então Bispo do Pará, que concedeu a permissão mas mencionou que não havia recursos suficientes. Dessa forma, também permitiu a Abranches que arrecadasse fundos junto à população local.

## Tombamento
O Conjunto Arquitetônico e Paisagístico da Praça Barão do Rio Branco, no Antigo Largo da Trindade, incluindo a Igreja da Trindade, foi tombado como patrimônio cultural do estado do Pará, pelo DPHAC, em 14 de outubro de 1999.